# Klewang
Il klewang o kelewang è una spada tradizionale indonesiana. È diffuso e usato in tutto l'arcipelago indonesiano, dove è presente con molte varianti locali. La lama, in acciaio, ha un solo filo e può essere dritta o leggermente ricurva, più larga verso la punta. Solitamente è lunga circa 50 cm. La punta può essere troncata diagonalmente o ricurva verso il dorso della lama. L'impugnatura è costituita d'osso, legno duro o corno di bufalo d'acqua ed è curva o piegata verso la parte anteriore. Il pomolo è prominente e a volte di forma irregolare; può essere ornato con ciuffi di capelli umani. Non sono rare le decorazioni di metallo, per lo più piombo o stagno. Il fodero è in legno ed ha una larghezza sufficiente a contenere la particolare forma della lama. A volte è decorato con strisce di malacca o lamine di stagno o d'argento avvolte intorno ad esso.